# 广西壮族自治区人民代表大会常务委员会
广西壮族自治区人民代表大会常务委员会（简称广西壮族自治区人大常委会）是广西壮族自治区人民代表大会的常设机关，对广西壮族自治区人民代表大会负责并报告工作。常务委员会由主任、副主任若干人，秘书长、委员若干人组成。

## 历史沿革
中华人民共和国1954年宪法及地方组织法并未规定设置一级行政区人大的常务机关。在人民代表大会闭会期间，其职能由自治区人民政府或人民委员会行使。
1979年7月，第五届全国人民代表大会第二次会议通过《关于修正中华人民共和国宪法若干规定的决议》，其中规定：“县和县以上地方各级人民代表大会设立常务委员会，它是本级人民代表大会的常设机关”。1979年12月21日至25日，召开广西壮族自治区第五届人民代表大会第二次会议，选举产生常务委员会。

## 主要职责
依照宪法和法律规定，广西壮族自治区人民代表大会常务委员会行使下列职权：
1. 根据自治区具体情况和实际需要，在不同宪法、法律、行政法规相抵触的前提下，制定、修改、废止地方性法规，批准设区的市的人民代表大会及其常务委员会通过的地方性法规和民族自治地方人民代表大会通过的自治条例、单行条例；
2. 保证宪法、法律、行政法规和全国人民代表大会及其常务委员会决议在本自治区行政区域内的遵守和执行；
3. 领导或者主持自治区人民代表大会代表的选举，召集自治区人民代表大会会议；
4. 监督自治区人民政府、自治区监察委员会、自治区高级人民法院、自治区人民检察院的工作，联系自治区人民代表大会代表，受理人民群众对上述机关和国家工作人员的申诉和意见；
5. 依法任免自治区人大及其常委会有关人员，依照法律规定的权限决定国家机关工作人员的任免；
6. 宪法和法律赋予的其他职权。

## 机构设置
- 办公厅
  - 秘书一处
  - 秘书二处
  - 人事处
  - 宣传处
  - 信访处
  - 接待处
  - 行政财务处
  - 离退休人员管理处
  - 信息处
  - 机关党委
- 研究室
- 选举联络工作委员会
- 法制工作委员会
- 预算工作委员会
- 民族工作委员会

直属事业单位
- 广西人民会堂管理中心
- 广西壮族自治区人大常委会办公厅机关服务中心
- 广西壮族自治区人大常委会办公厅新闻信息中心（《广西人大》编辑部）

## 历届组成人员

### 第五届
- 任期：1979年12月－1983年4月
- 主任：黄荣
- 副主任：梁华新、钟枫、郭质甫、李殷丹、林克武、石兆棠、叶馥荪、赵明坚、蔡勇为、陈岸、任国章、陆榕树、甘怀义、秦振武
- 秘书长：梁华新

### 第六届
- 任期：1983年4月－1988年1月
- 主任：黄荣（1985年7月3日辞职） → 甘苦（1985年7月8日补选）
- 副主任：钟枫、李殷丹、林克武、石兆棠、叶馥荪（1985年7月3日辞职）、赵明坚、韦章平、甘怀义、秦振武、张景宁、黄嘉（1985年7月8日补选）
- 秘书长：魏凌风 → 丘文懿（1985年6月－1988年1月）

### 第七届
- 任期：1988年1月－1993年1月
- 主任：甘苦
- 副主任：金宝生、黄嘉、韦章平、石兆棠、赵明坚、张景宁、丘文懿、田民、黎济武、黄保尧（1989年1月27日当选）
- 秘书长：韦安基

### 第八届
- 任期：1993年1月－1998年1月
- 主任：刘明祖（1995年1月19日辞职） → 赵富林（1995年1月21日补选）
- 副主任：黄保尧、黎济武、韦继松、石兆棠、何彬、杜晶一、张敦颢、张慕洁、彭贵康（1995年1月21日当选）
- 秘书长：张敦颢

### 第九届
- 任期：1998年4月－2003年1月
- 主任：赵富林（2002年1月29日辞职） → 曹伯纯（2002年1月31日补选）
- 副主任：丁廷模（2002年1月29日辞职）、覃日飞（2001年1月16日辞职）、李振潜、张敦颢（2002年1月29日辞职）、张慕洁、韦家能、洪普洲、甘幼玶、徐爱俐（2002年1月31日补选）、林灿（2002年1月31日补选）
- 秘书长：张敦颢（2000年1月14日辞职） → 黄延南（2000年1月27日补选）

### 第十届
- 任期：2003年1月－2008年1月
- 主任：曹伯纯（2006年7月28日辞职） → 刘奇葆（2007年1月31日补选，2007年12月28日辞职）
- 副主任：韦家能、邱石元、袁凤兰、徐爱俐、甘幼玶、林灿、陈光明、张正铀、潘琦（2005年1月25日当选）、邵博文（2007年1月31日当选）
- 秘书长：邵博文

### 第十一届
- 任期：2008年1月－2013年1月
- 主任：郭声琨
- 副主任：吴恒（2012年1月12日辞职）、车荣福（2012年1月12日补选）、刘新文、邵博文（2010年1月24日辞职）、莫永清、覃瑞祥、罗黎明（2010年1月24日辞职[3]）、荣仕星（2010年1月31日当选）、文明（2010年1月31日当选）
- 秘书长：张少康（2009年1月9日辞职） → 文明（2009年1月14日补选，2010年1月24日辞职） → 崔智友（2010年1月31日补选）

### 第十二届
- 任期：2013年1月－2018年1月
- 主任：彭清华
- 副主任：危朝安（2016年1月29日当选[4]）、李克（2017年1月18日当选）、杨道喜、刘新文、高雄（2015年2月1日补选）、莫永清（2016年1月29日辞职）、覃瑞祥（2016年1月29日辞职[5]）、荣仕星、王跃飞
- 秘书长：高枫（2015年1月24日辞职[6]） → 蒋明红（2015年2月1日补选[7]）

### 第十三届
- 任期：2018年1月－2023年1月
- 主任：彭清华（-2019年1月14日辞职） → 鹿心社（2019年1月31日补选[8]-2022年1月15日辞职[9]） → 刘宁（2022年1月21日补选[10]-）
- 副主任：王跃飞、张晓钦、张秀隆（2022年1月15日辞职[9]）、赵乐秦、卢献匾、杨静华、刘有明（2021年1月25日当选[11]）、范晓莉（2022年1月21日当选[12]）、王小东（2022年1月21日当选[12]）、黄伟京（2022年1月21日当选[12]）
- 秘书长：李国坚（2020年1月8日辞职） → 王革冰（2020年1月17日当选[13]）

### 第十四届
- 任期：2023年1月－[14]
- 主任：刘宁（-2025年1月） → 陈刚（2025年1月17日当选）
- 副主任：方春明、张晓钦、黄伟京、卢献匾、杨静华、刘有明、周家斌（2025年1月11日被撤职[15]）、何文浩（2024年1月当选）[16]
- 秘书长：李东兴